# Kanton Béthune-Sud
Kanton Béthune-Sud (francouzsky Canton de Béthune-Sud) byl francouzský kanton v departementu Pas-de-Calais v regionu Nord-Pas-de-Calais. Tvořilo ho sedm obcí. Zrušen byl po reformě kantonů 2014.

## Obce kantonu
- Allouagne
- Béthune (jižní část)
- Fouquereuil
- Fouquières-lès-Béthune
- Labeuvrière
- Lapugnoy
- Verquin